# 东邦音乐短期大学
东邦音乐短期大学（日语：／ Tōhō Ongaku Tanki Daigaku *）是一所位于日本东京都文京区的私立短期大学。

## 概要

### 简介
- 学校最早可以追溯到1934年[1]。短期大学为于1951年开办[1]、由学校法人三室户学园经营。

### 历史
- 1951年 东邦音乐短期大学成立并同时设置音乐科[1]。
- 1954年 专攻音乐专攻成立[1]。
- 1958年 音乐科第二部成立[2]。
- 1974年 音乐科第二部停办[2]。

### 宪章
- 请参看东邦音乐短期大学的标志 （页面存档备份，存于） （日語） 2013年11月26日阅览。

## 学校环境
- 校区：在东京都文京区

## 历任校长
- 三室户东光：现在短期大学校长[3]

## 组织

### 学科
- 音乐科
  - 第一部
  - 第二部[注 1]

### 专科
| - 音乐专攻 |

### 业余课程
| - 没有 |

## 知名校友
- 伊集加代：工作室音乐家[注 2]
- 城之内美莎：曲家、创作歌手
- 川澄绫子：声优
- 松田Rere：工作室音乐家[注 2]

## 相关链接
- 日本短期大学列表
- 东邦音乐大学